# Karen Abrahamyan
Karen Abrahamyan (armeno Կարեն_Աբրահամյան; Khtsaberd, 4 dicembre 1966) è un politico e generale karabakho.
É un alto ufficiale militare armeno ed ex comandante dell'Esercito della difesa del Nagorno Karabakh (Artsakh) e in quanto tale anche ministro della Difesa della repubblica.

## Biografia
È nato nel villaggio di Khtsaberd, regione di Hadrut nel 1966. Fu lì che frequentò la scuola superiore "M. Manvelyan"dove si diplomò nel 1984. Nei sei anni successivi studiò all'Istituto di Economia Nazionale dell'Armenia con una specializzazione in economia. Dal 1990 al 1992, Abrahamyan ha lavorato presso la Cassa di risparmio di Hadrut come istruttore di accredito, capo contabile e poi direttore della Cassa di risparmio. A metà degli anni '90, iniziò a essere più coinvolto nelle attività del nuovo esercito di difesa della repubblica del Nagorno Karabakh. In questo periodo, assunse varie posizioni militari, come comandante di plotone, vice comandante e capo di stato maggiore di un reggimento. Nel 1998, entrò all'università militare del Ministero della Difesa russo e si laureò con lode. Una volta tornato in Armenia nel 2001, ha trascorso i successivi quindici anni a scalare le file mentre prestava servizio in posizioni militari essenziali nelle forze armate armene. Il 14 dicembre 2018, con decreto del presidente Bako Sahakyan, Abrahamyan, che all'epoca era il capo dello staff militare, fu nominato ministro della difesa e comandante dell'esercito della difesa, appena 10 giorni dopo il suo 52º compleanno. Il suo incarico è cessato il 24 febbraio 2020 allorché è stato sostituito dal suo vice Jalal Haroutyunyan.
È sposato e ha due figli.